# Darmstadt
Darmstadt (pronunciación en alemán: /ˈdaʁmʃtat/ⓘ) es una ciudad del estado federado de Hesse, Alemania, con una población estimada de 164 792 habitantes (430 993 en zona urbana). Se encuentra situada a unos 30 km al sur del centro de Fráncfort del Meno y a 40 km de Wiesbaden. Su red de transporte urbano consta de nueve líneas de tranvía y más de veinte líneas de autobús urbanas y regionales. La ciudad cuenta con una estación para los trenes regionales y de larga distancia, y está conectada con la red de cercanías de la región Rin-Meno. Darmstadt fue históricamente un centro administrativo, erigiéndose en sede del antiguo Landgraviato de Hesse-Darmstadt, y habiendo desarrollado un importante sector industrial, científico y educativo a partir de comienzos del siglo XX. Además de albergar un gran número de industrias químicas, entre las cuales destacan Merck (productos farmacéuticos) y Röhm (Plexiglás), la ciudad es sede del Centro Europeo de Operaciones Espaciales de la Agencia Espacial Europea. Prueba de su pujanza en el ámbito científico es el hecho de que el elemento Darmstadtio (número atómico 110) de la tabla periódica tomó su nombre en honor a la ciudad, al haber sido sintetizado en el Gesellschaft für Schwerionenforschung, GSI (centro de investigación sobre iones pesados) situado en el barrio de Wixhausen (norte de Darmstadt).

## Barrios
Darmstadt se divide oficialmente en 9 barrios ('Stadtteile'). Dichos barrios son, en orden alfabético:
| - Darmstadt-Arheilgen - Darmstadt-Bessungen - Darmstadt-Eberstadt | - Darmstadt-Kranichstein - Darmstadt-Mitte ('Centro') - Darmstadt-Nord ('Norte') | - Darmstadt-Ost ('Este') - Darmstadt-West ('Oeste') - Darmstadt-Wixhausen |

## Historia

### Orígenes
El nombre de Darmstadt aparece por vez primera a finales del siglo XI, por aquel entonces como Darmundestat. El nombre deriva del Darmbach, un pequeño arroyo zigzagueante que atravesaba antiguamente la ciudad. Este arroyo, que hasta tiempos recientes se había mantenido soterrado, está siendo parcialmente descubierto y recuperado en la actualidad para añadir un rasgo de personalidad al centro de la ciudad. El título de ciudad le fue concedido a Darmstadt por el emperador Luis IV de Baviera en 1330, perteneciendo desde entonces a los condes de Katzenelnbogen. En 1422, con una suntuosa fiesta se celebró el casamiento de Felipe, hijo del conde Juan IV de Katzenelnbogen, primer viticultor de Riesling, con Ana de Wurtemberg. Con esta unión quedó formado uno de los condados más ricos. Enrique III soñaba con las riquezas del Conde Felipe de Katzenelnbogen-Diez, con su oro y plata, pero más que nada con sus bodegas repletas de vino.
Cuando la casa de Katzenelnbogen se extinguió en 1479, la ciudad pasó a depender del Landgraviato de Hesse. Fue sede de los gobernantes del posterior de Hesse-Darmstadt (1567-1806) y de los del Gran Ducado de Hesse y el Rin.

### Edad Contemporánea
La población de la ciudad se incrementó durante el siglo XIX, desde los escasos 10 000 habitantes de principios de siglo hasta los 72 000 con los que concluyó. Una escuela politécnica, que posteriormente pasaría a ser Universidad Técnica, hoy conocida como TU Darmstadt, fue fundada en 1877.

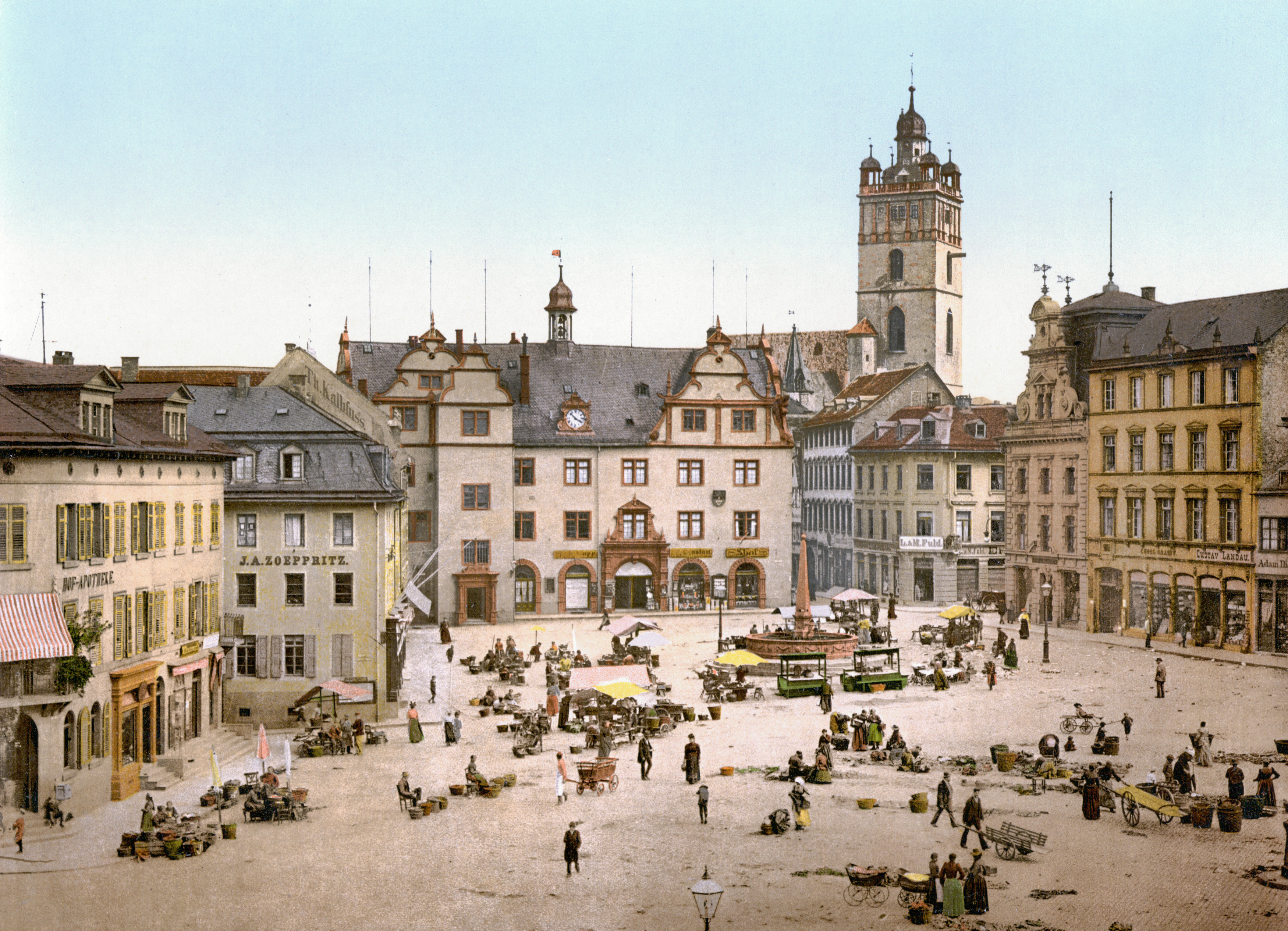
La Plaza del Mercado ('Marktplatz') frente al Palacio Ducal, alrededor de 1900. Una de las pocas zonas de la ciudad reconstruidas en un estilo similar tras la Segunda Guerra Mundial.

A comienzos del siglo XX, Darmstadt era, junto con Múnich, un importante centro del movimiento artístico modernista conocido como Jugendstil, la variante alemana del art nouveau francés o el estilo modernista de Cataluña. Competiciones anuales de arquitectura llevaron a la construcción de muchos tesoros arquitectónicos de este periodo. Los límites municipales de Darmstadt fueron extendidos en 1937 para incluir las localidades vecinas de Arheilgen y Eberstadt, y en 1938 la ciudad se separó administrativamente del distrito circundante (Kreis).
Alemania nazi
Darmstadt fue la primera ciudad de Alemania en obligar a los comercios judíos a cerrar sus puertas en 1933, poco después de la toma del poder en Alemania por parte de los nazis (en aquel momento, los comercios sólo fueron clausurados por un día, bajo el pretexto de "poner en riesgo el orden y tranquilidad de la comunidad") En 1942, más de 3000 judíos de Darmstadt fueron recluidos en un campo en Liebigschule, para posteriormente ser deportados a campos de concentración.
El centro histórico de la ciudad de Darmstadt fue casi totalmente destruido durante el bombardeo aéreo británico del 11 de septiembre de 1944 (la ciudad ya había sido bombardeada el 30 de julio de 1940). En el curso de este ataque aéreo se calcula que murieron entre 11 000 y 12 500 de sus habitantes, y entre 66 000 y 70 000 de ellos quedaron sin hogar. Más de las tres cuartas partes del centro de la ciudad quedaron reducidos a escombros, lo cual conllevó una reconstrucción posterior de la ciudad que fue realizada en un estilo arquitectónico de posguerra relativamente sencillo y funcional, haciendo perder a la antigua capital de Hesse gran parte de su belleza y atractivo.
Tras la Segunda Guerra Mundial
A lo largo de los siglos XIX y XX, Darmstadt se convirtió en sede de muchas empresas tecnológicas y centros de investigación, llegando al extremo de autodenominarse a sí misma como "ciudad de las ciencias" desde 1997. Es reconocida internacionalmente como un centro de alta tecnología estratégicamente situado en las cercanías del Aeropuerto Internacional de Fráncfort, con importantes actividades en el ámbito de la industria aeroespacial (el ESOC), la química, la farmacéutica, la tecnología de la información, la biotecnología, las telecomunicaciones (presencia de la Deutsche Telekom) y la mecatrónica. En el año 2000, la región de Darmstadt alcanzó el tercer puesto entre las 97 regiones alemanas clasificadas en el ranking de la publicación WirtschaftsWoche en función de su importancia tecnológica.

## En la actualidad

### Edificios y atracciones turísticas
El palacio ducal de Darmstadt se sitúa en el centro de la ciudad. Fue residencia de los condes de Hesse-Darmstadt, posteriormente Grandes Duques de Hesse por gracia de Napoleón. Su aspecto actual data del siglo XVIII. Los condes también poseían el denominado castillo de Frankenstein, que data del siglo XIII, siendo adquirido por la dinastía de Hesse-Darmstadt en 1662. Mary Shelley probablemente adoptó el nombre de dicho castillo para el título de su novela Frankenstein o el moderno Prometeo (1818). Antes de escribir la historia que en ella se relata, la autora había viajado por la región y visitado Eberstadt, localidad cercana al castillo (hoy en día un barrio de Darmstadt), pudiendo haber recibido de este modo la inspiración necesaria.

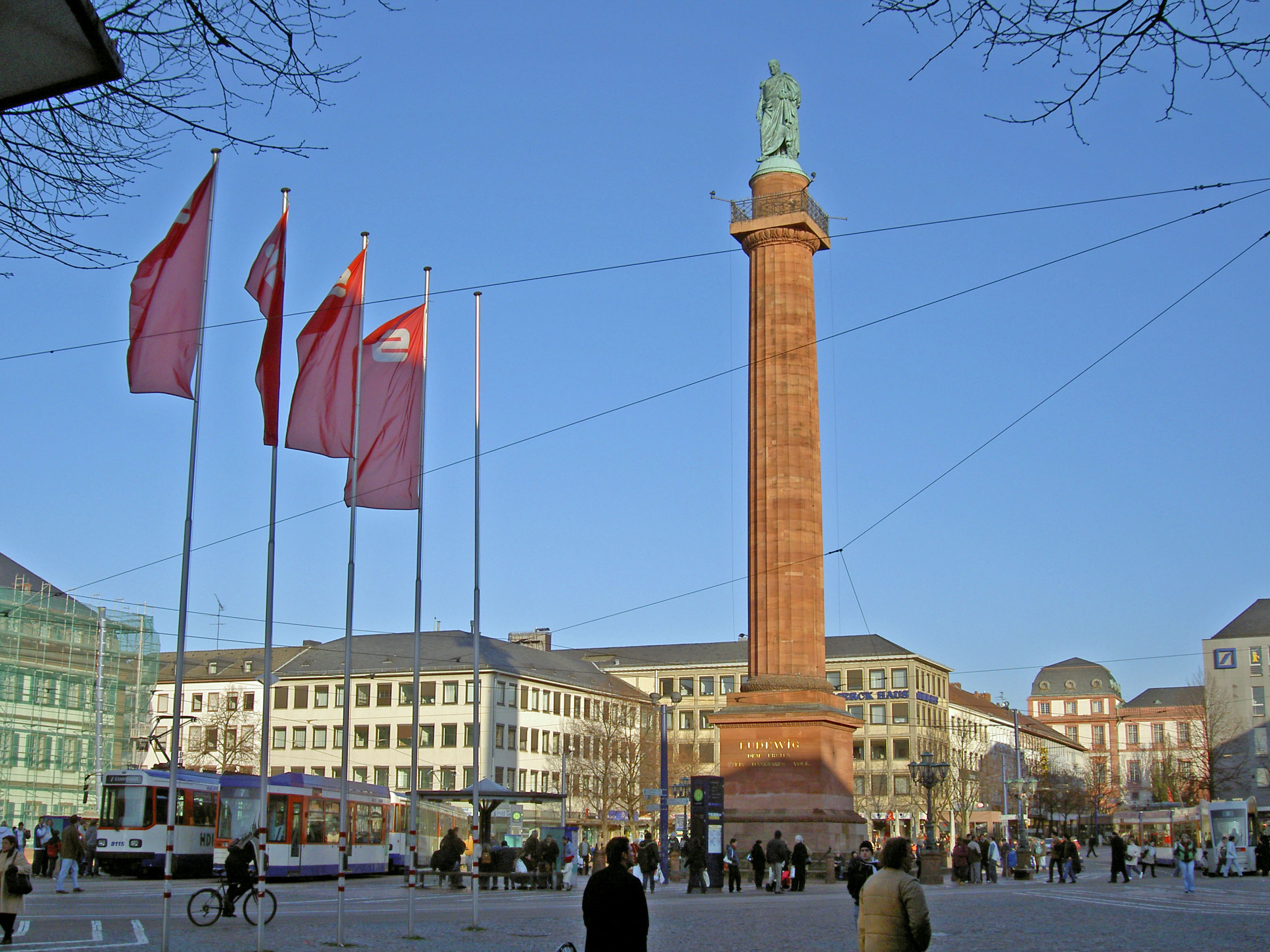
'Luisenplatz', la plaza principal de Darmstadt.

Luisenplatz, la plaza mayor de la localidad, constituye el punto central de la ciudad. Hoy en día está rodeada de modernos edificios. En 1844, la Ludwigsäule (llamada popularmente Langer Lui, esto es, Largo Ludwig), una columna de 33 m de altura en memoria de Luis I (Ludwig I), primer Gran Duque de Hesse, fue erigida en el centro de la plaza. La otra gran plaza de la ciudad es la denominada Marktplatz (véase la imagen), o Plaza del Mercado.

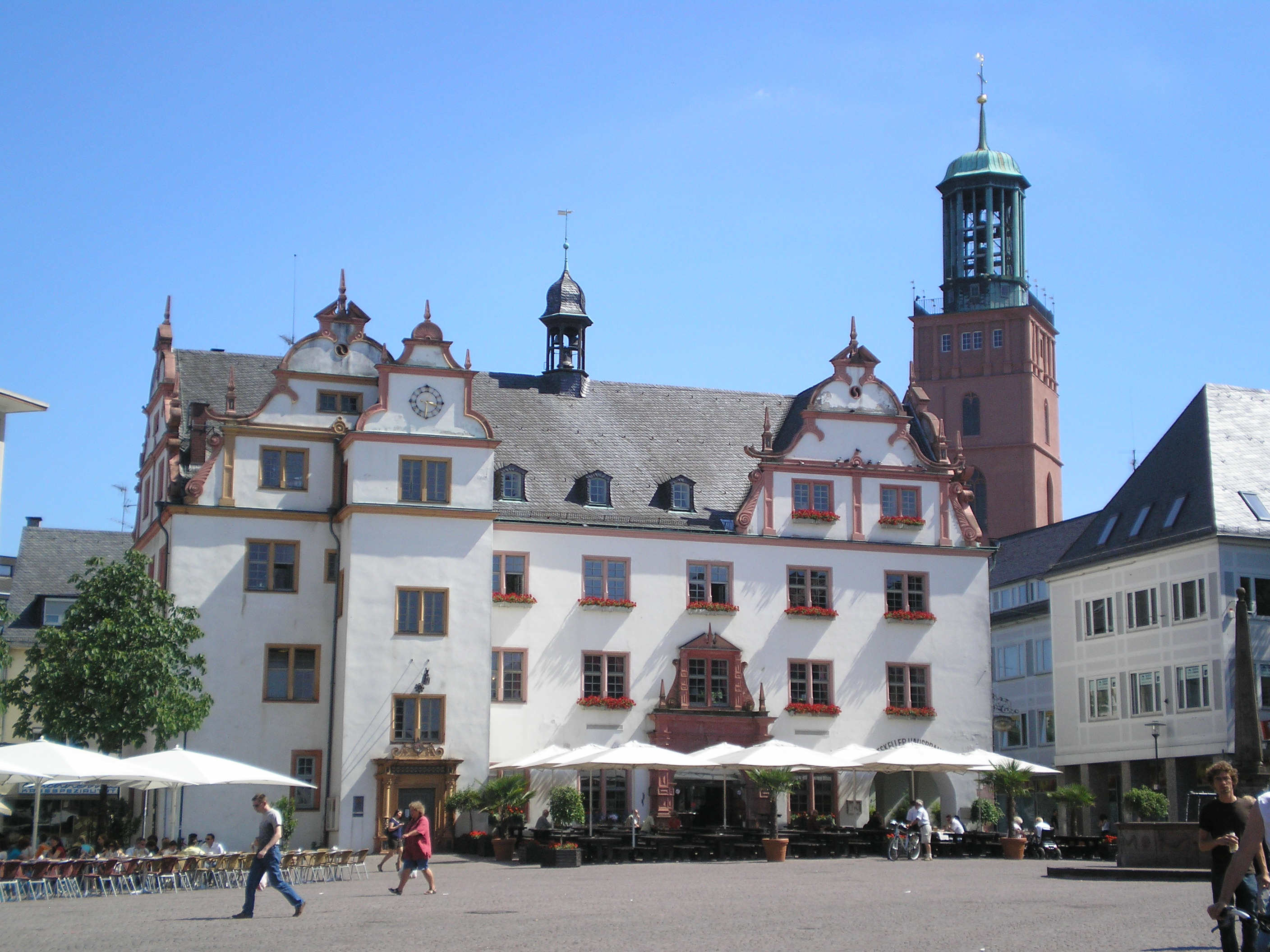
El antiguo Ayuntamiento en Marktplatz en la actualidad.

Perviven en Darmstadt ejemplos del periodo del Jugendstil, incluyendo el Rosenhöhe, un jardín de rosas de estilo inglés del siglo XIX, recientemente renovado y replantado, el Mathildenhöhe, con la Hochzeitsturm ('Torre de la Boda', comúnmente conocida como la 'Torre de Cinco Dedos') y la Capilla Rusa, así como una colección de pequeñas casitas privadas construidas por arquitectos del Jugendstil que se establecieron en Darmstadt. La Capilla Rusa fue construida como capilla privada por el último zar de Rusia, Nicolás II, cuya esposa Alexandra era oriunda de Darmstadt.
La Waldspirale, un complejo residencial diseñado por el austriaco Friedensreich Hundertwasser, fue construido entre 1998 y 2000. Se trata de un edificio internacionalmente famoso por su rechazo de las formas angulares, siendo cada una de sus ventanas de una forma diferente, rasgo característico de la obra de Hundertwasser.
La estación central de ferrocarril de Darmstadt (Darmstadt Hauptbahnhof), construida en 1912, se halla en el límite occidental de la ciudad, siendo parada de trenes tanto locales y regionales como de larga distancia. También sirve de parada a la red de autobuses y tranvías.

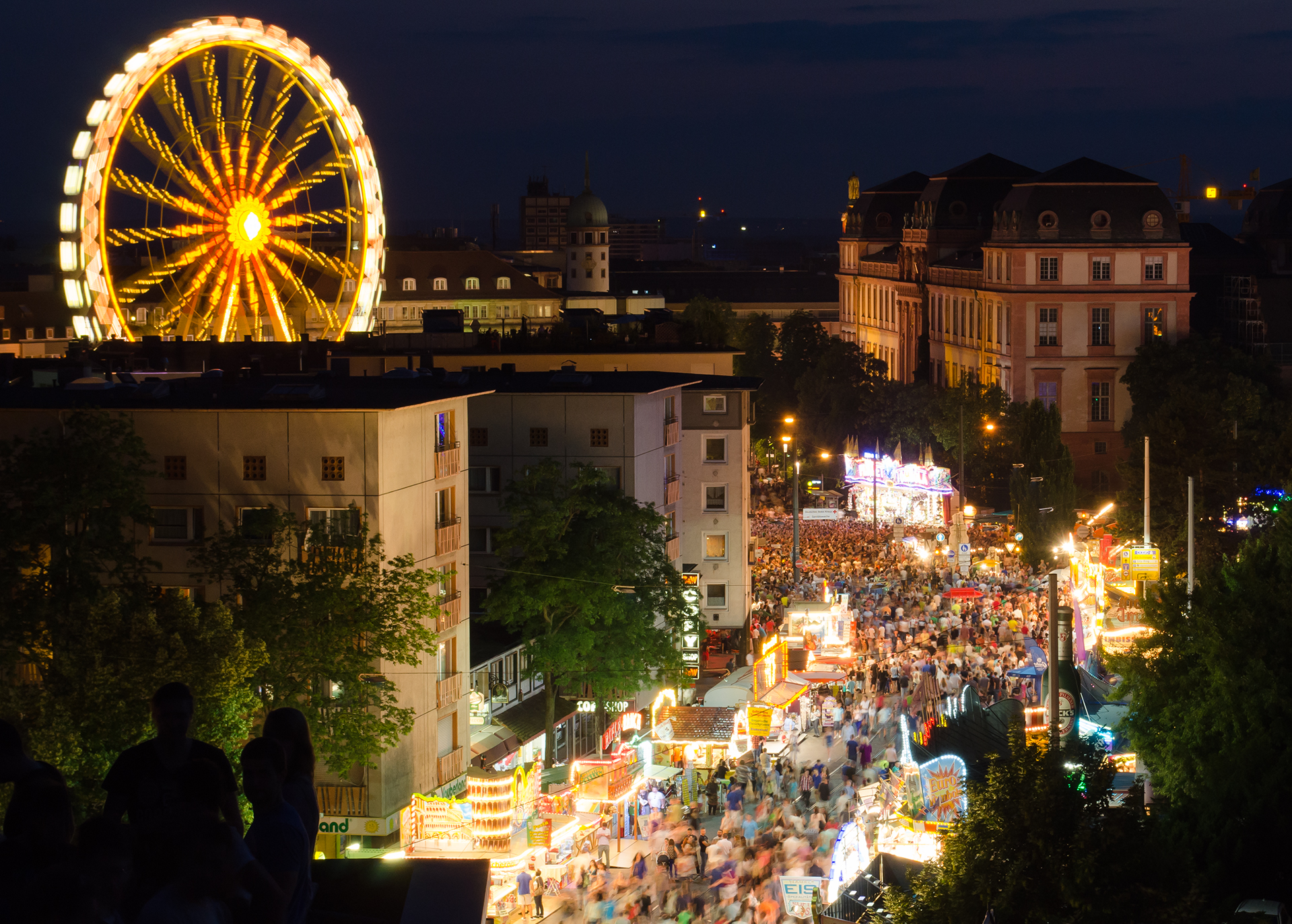
Celebración de la Heinerfest

Todos los años a comienzos de julio tiene lugar la fiesta popular de la Heinerfest, que se desarrolla en las calles circundantes al antiguo palacio ducal. Se trata de un festival tradicional alemán con actuaciones folclóricas, cervecerías y variados puestos gastronómicos, entre los que se suelen encontrar representaciones de las ciudades hermanadas con Darmstadt (como es el caso de Logroño). Otra fiesta popular, la 'Schloßgrabenfest', más orientada a las actuaciones musicales en directo, se lleva a cabo en el mismo lugar en el mes de mayo de cada año. Ambos eventos congregan cada año a 700 000 y 400 000 visitantes, respectivamente.

### Tecnología

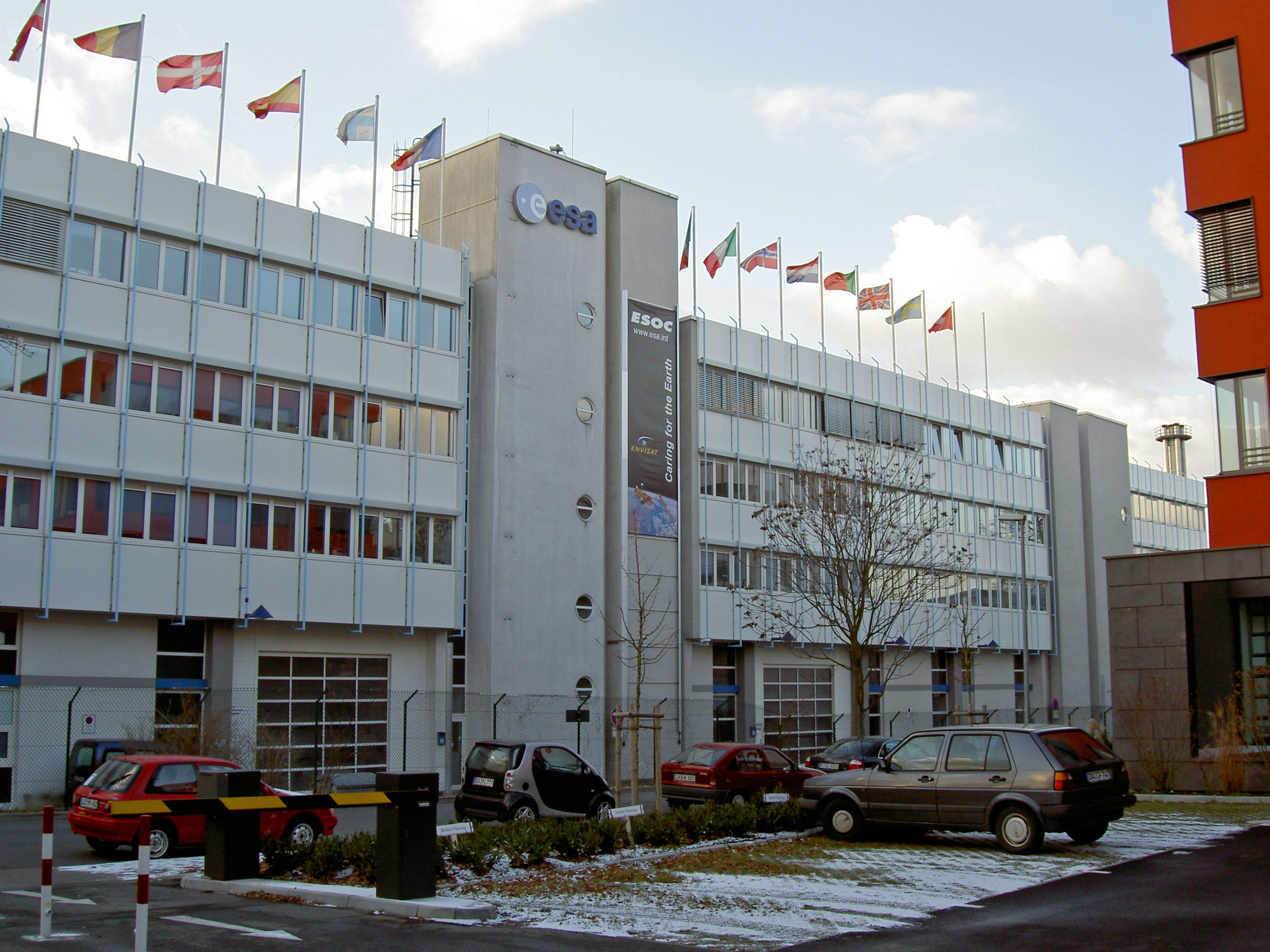
El edificio del ESOC.

Darmstadt es sede de la famosa Universidad Técnica de Darmstadt (TU Darmstadt), uno de los institutos tecnológicos más importantes de Alemania, ampliamente reconocido en el ámbito de la investigación y la docencia en las disciplinas de Ingeniería Eléctrica, Civil y Mecánica. También lo es de la Universidad de Ciencias Aplicadas de Darmstadt (Hochschule Darmstadt), de la Evangelische Fachhochschule Darmstadt, universidad confesional para enfermería y trabajo social, y de cuatro institutos de investigación de la Sociedad Fraunhofer, así como de un centro de investigación sobre iones pesados (Gesellschaft für Schwerionenforschung, GSI) que opera un acelerador de partículas en su sede de Wixhausen. Las tres universidades de la ciudad son responsables de la gran población estudiantil de la ciudad, que alcanzó la cifra de 33 547 estudiantes en 2004.
Entre otros, el GSI descubrió el elemento químico Darmstadtio (número atómico 110), que recibió su nombre en honor a la ciudad en 2003. Este hecho hace de Darmstadt una de las únicas siete ciudades con un elemento nominado en su honor (junto con Ytterby en Suecia (cuatro elementos); Strontian en Escocia; Copenhague en Dinamarca (cuyo nombre latino da lugar al Hafnio); París (cuyo nombre latino da lugar al Lutecio); Berkeley, California; y Dubná en Rusia). Varios otros elementos, incluyendo el meitnerio (número atómico 109) (1994) y el copernicio (número atómico 112) (1996) también fueron sintetizados en las instalaciones del GSI en Darmstadt.
El Centro Europeo de Operaciones Espaciales (ESOC) de la Agencia Espacial Europea está situado en Darmstadt, así como el EUMETSAT, que opera satélites meteorológicos. Darmstadt es un centro de la industria química y farmacéutica, contando  con centros y plantas principales de diversas compañías (entre las que destacan las de Merck, Röhm y Schenck RoTec).

### Cultura

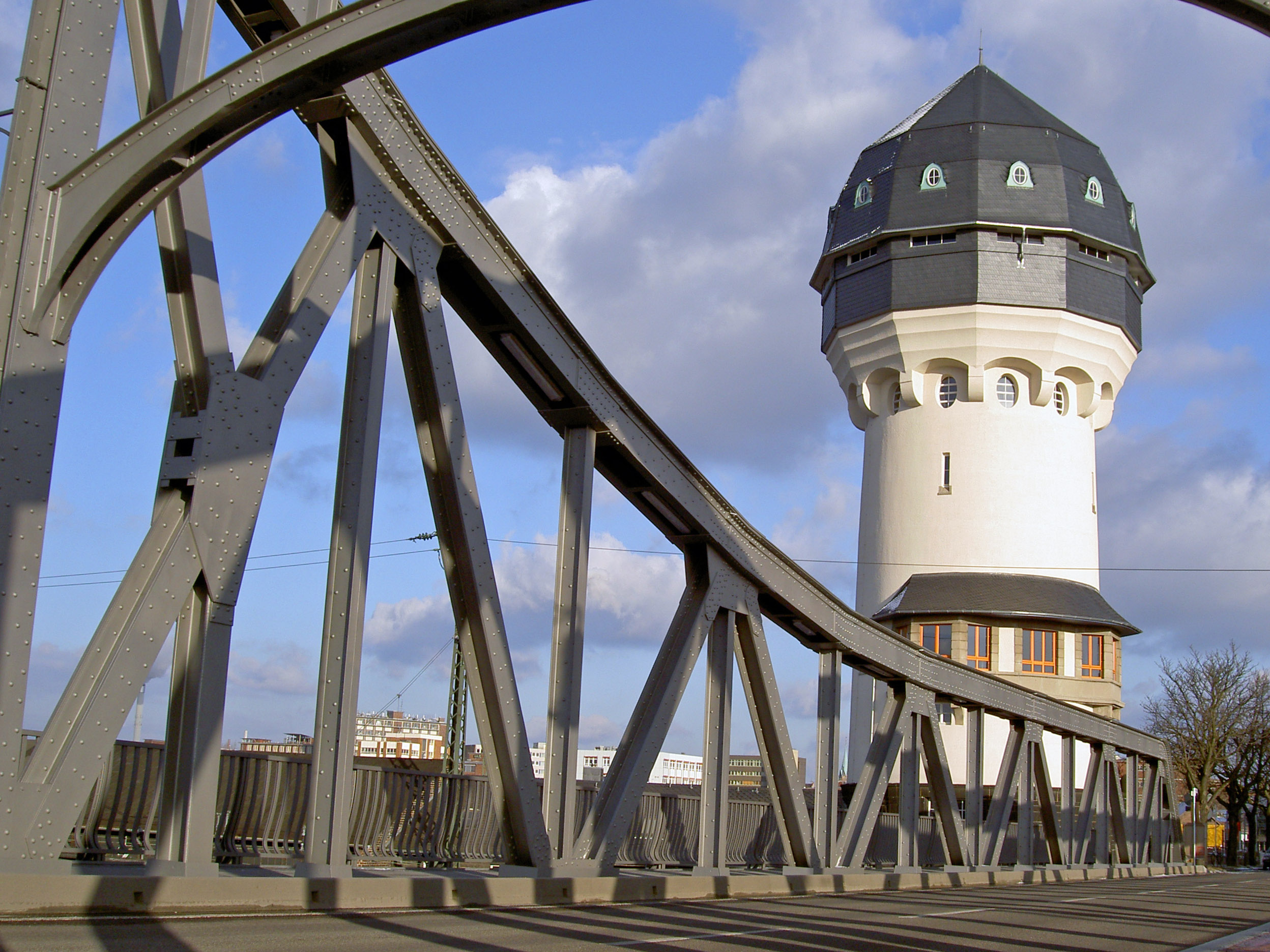
La 'Wasserturm' (una antigua torre depósito de agua para el ferrocarril, hoy en día restaurante y galería de arte).

El Jazz-Institut Darmstadt es el mayor archivo de jazz públicamente accesible de Alemania. El Internationales Musikinstitut Darmstadt alberga una de las mayores colecciones mundiales de partituras musicales de posguerra, es además sede del llamado Festival de Darmstadt, en realidad unos cursos de verano con conciertos de música contemporánea fundados por Wolfgang Steinecke con el nombre de Internationale Ferienkurse für Neue Musik. Un gran número de compositores de vanguardia han asistido e impartido conferencias dicho instituto, incluyendo a Olivier Messiaen, Luciano Berio, Milton Babbitt, Pierre Boulez, Luigi Nono, John Cage, György Ligeti, Luis de Pablo, Iannis Xenakis, Karlheinz Stockhausen y Mauricio Kagel.
La Deutsche Akademie für Sprache und Dichtung (Academia Alemana para la Lengua y la Poesía) ofrece plazas a escritores y escolares destinadas a la investigación de diversos aspectos relacionados con la lengua alemana. El premio anual de la Academia, denominado Georg-Büchner-Preis en honor a Georg Büchner, está considerado como uno de los más prestigiosos premios literarios para escritores en lengua alemana.

### Bases militares
En el área de Darmstadt aún existe personal del Ejército de los Estados Unidos. Justo saliendo del centro de Darmstadt se encuentra la Guarnición Darmstadt del ejército estadounidense, en las instalaciones del cuartel de Cambrai-Fritsch, originalmente construido en la década de 1930 como dos barracones separados (Cambrai y Freiherr von Fritsch). En julio de 2007, el Departamento de Defensa de los EE. UU. anunció que las instalaciones serían clausuradas en marzo de 2009 y devueltas al Gobierno alemán.

## Deportes
El club de fútbol local, el SV Darmstadt, pertenece a la segunda categoría del fútbol nacional, la 2. Bundesliga. Su estadio es el Merck-Stadion am Böllenfalltor con un aforo de 16 500 espectadores.

## Ciudades hermanadas

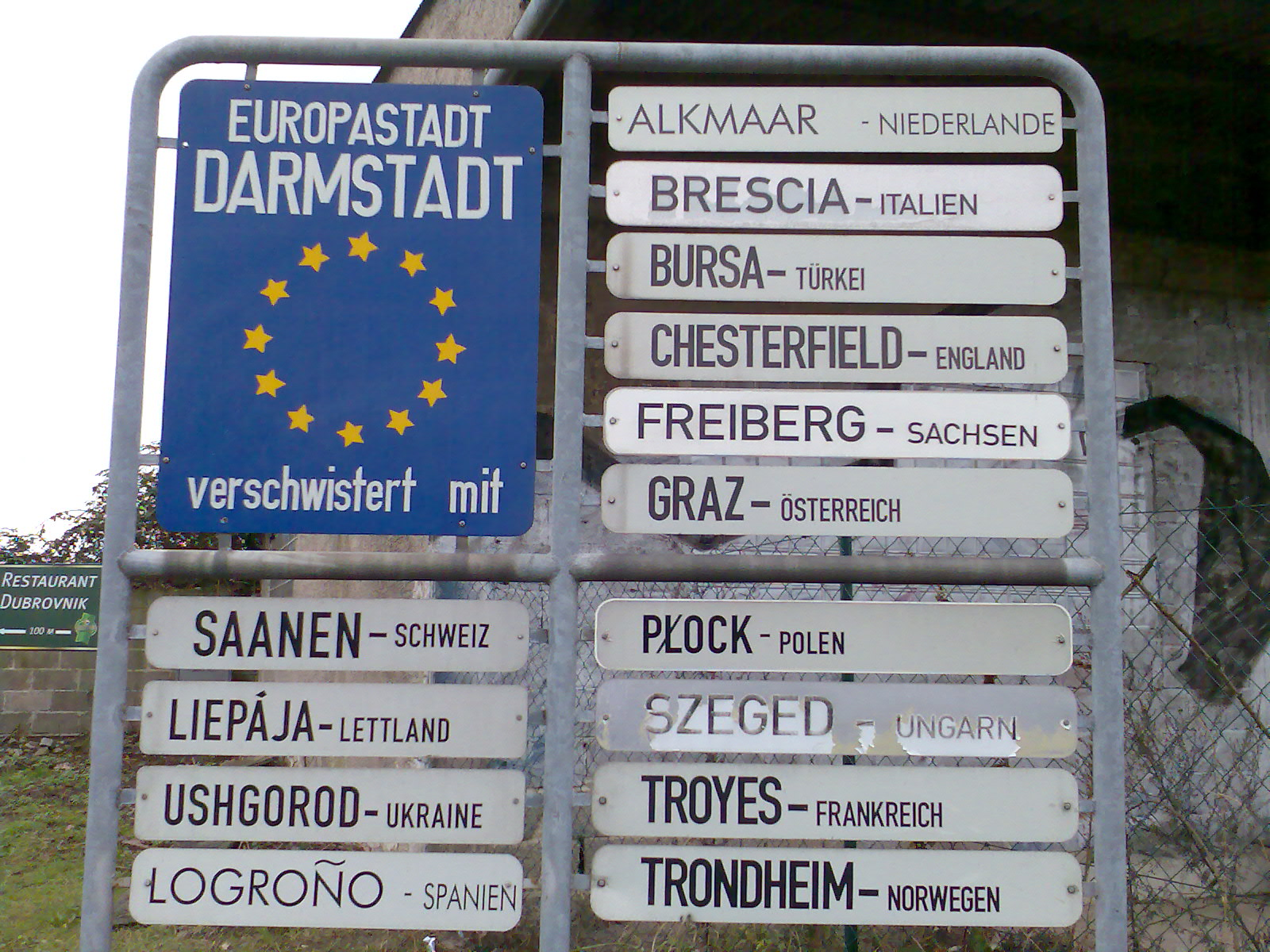
Cartel con los hermanamientos.

Darmstadt está hermanada con las ciudades de:
- Logroño (España)
- Graz (Austria)
- Bursa (Turquía)
- Trondheim (Noruega)
- Plock (Polonia)
- Užghorod (Ucrania)
- Brescia (Italia)
- Alkmaar (Países Bajos)
- Troyes (Francia)
- Chesterfield (Reino Unido)
- Saanen (Suiza)
- Szeged (Hungría)
- Freiberg (Alemania)
- Liepāja (Letonia)